# Gustavia longepetiolata
Gustavia longepetiolata là một loài thực vật thân gỗ thuộc họ Lecythidaceae.
Loài này chỉ có ở Brasil. Nó hiện đang bị đe dọa vì mất môi trường sống.